# Carlos Saavedra
Carlos Saavedra Pliego (Madrid, 3 de mayo de 1985). Cancerbero español, con experiencia dilatada en equipos militando en 2ªB.  Actualmente esta sin club.

## Características
Mide 1,87 m y pesa 87 kg.

## Equipos
- 1993-2003 Categorías Inferiores Real Madrid CF
- 2003-2004 Real Madrid Juvenil (División de Honor Juvenil)
- 2004-2005 Real Madrid C (3.ª División Grupo 7)
- 2005-2006 Valencia Mestalla (Ascenso 2.ªB)
- 2006-2007 C.D. Denia  (Ascenso 2ªB)
- 2007-2009 Pontevedra Club de Fútbol (2ªB Grupo 1)
- 2009-2010 C.D. Toledo (2ªB Grupo 2)
- 2010-2011 C.D. Toledo (3.ª Grupo 18)
- 2011-2012 C.D. Toledo (2ªB Grupo 1)
- 2012-2013 Arroyo C.P. (2ªB Grupo 4)
- 2013-2017 Extremadura U.D.
- 2016-2017 Socuellamos (3.ª Grupo 7)
- 2017-2018 CF Trival-Valderas Alcorcón (3.ª Grupo 7)

Varias veces internacional con las selecciones nacionales sub-17 y sub-19